# Andrano
Andrano ist eine südostitalienische Gemeinde (comune).

## Geografie
Die Gemeinde hat 4501 Einwohner (Stand 31. Dezember 2023). Sie liegt in der Provinz Lecce in Apulien, etwa 45,5 Kilometer südsüdöstlich von Lecce am Ionischen Meer im südlichen Salento. Andrano ist Teil des Parco Costa Otranto – Santa Maria di Leuca e Bosco di Tricase.

## Geschichte
1196 wird die Gemeinde an einen Peter De Curla verschenkt. Danach gelangte das Lehen an die Familie Rossi, von 1341 bis 1349 an die De Castelli, wurde 1354 von den Sambiase und 1358 von den Capece erworben und gelangte in der Folge an weitere Familien: 1404 De Hugot, 1431 Orsini-Del Balzo, 1466 Saraceno, 1606 Spinola, 1660 Gallone, 1734 Caracciolo. Letztere übte die Herrschaft bis zur Abschaffung der Feudallehen 1806 aus und besaß das Schloss bis ins 20. Jahrhundert.

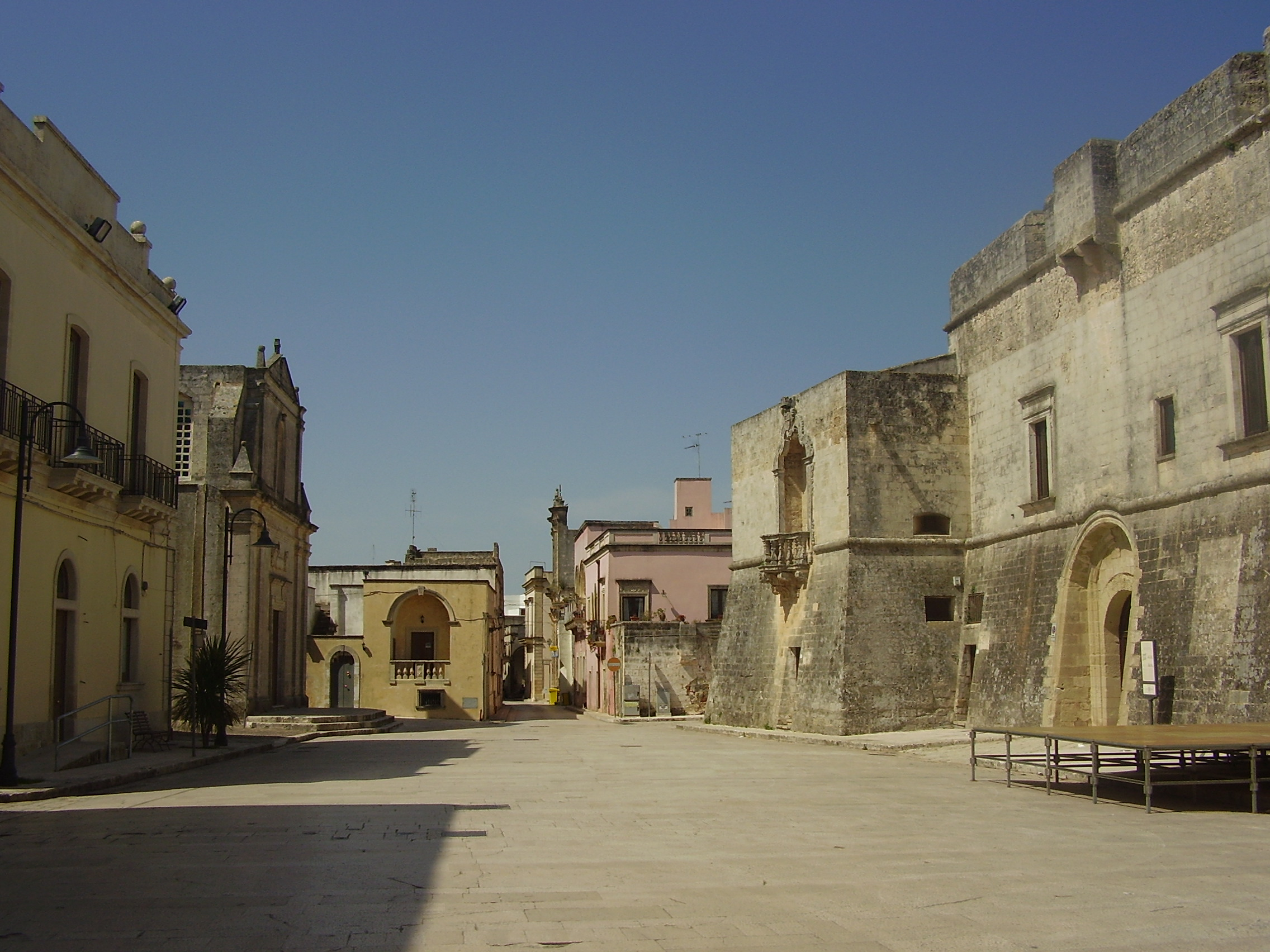
Piazza Costello in Andrano

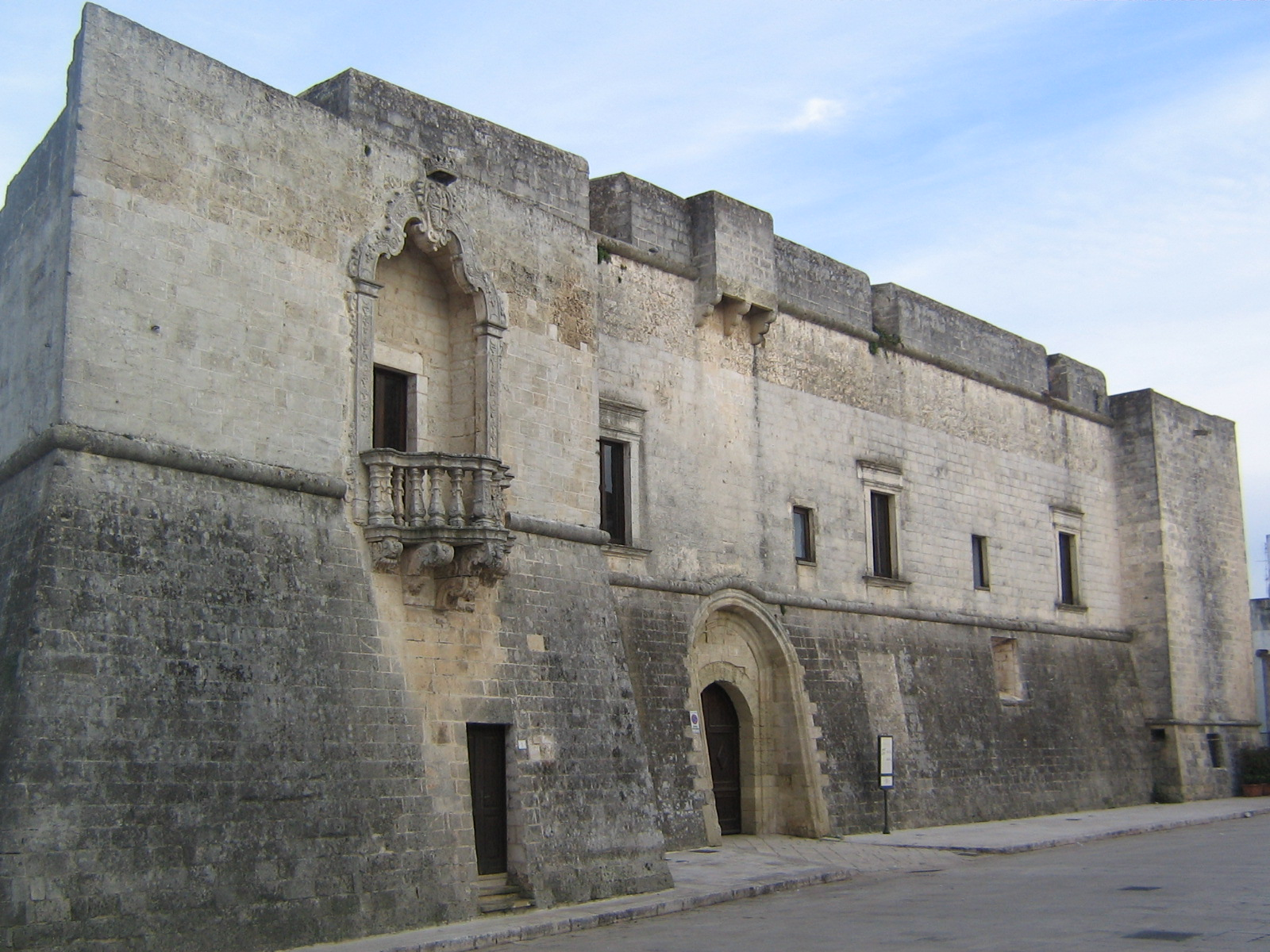
Castello Caracciolo

## Verkehr
Im Ortsteil Castiglione d’Otranto befindet sich ein Bahnhof an der Bahnstrecke Zollino–Gagliano Leuca.

## Söhne und Töchter
- Luigi Accogli (1917–2004), Erzbischof und Diplomat des Heiligen Stuhls
- Bruno Musarò (* 1948), Erzbischof und Diplomat des Heiligen Stuhls